# Рей Слайнгаард
Раймонд Лотар Слайнгаард (нар. 28 червня 1971) — голландський репер і музикант, найбільш відомий як половина євроденс дуету 2 Unlimited.

## Музична кар'єра

### 2 Unlimited (1991—1996)
2 Unlimited — це електронний музичний проєкт, заснований у 1991 році бельгійськими продюсерами Жаном-Полем ДеКостером і Філом Уайлдом, очолюваним голландським репером Реєм Слайнгаардом і голландською вокалісткою Анітою Дот.
На початку 1990-х років Слайнгаарда попросили написати реп-лірик для мелодії, написаної двома бельгійськими продюсерами. Слайнгаард також написав приспів для вокалістки, для якого він запросив Аніту Дот. Демо було представлено Де Костеру та Уайлду, що призвело до того, що Слейнгаард приєднався до 2 Unlimited, і «Get Ready for This» був створений як їхній перший сингл. Він став великим хітом і використовувався в спортивних заходах і фільмах.
Слайнгаард читав реп у більшості пісень, хоча в кількох синглах, таких як «Nothing Like the Rain», музикант мало брав участь. Група миттєво стала успішною в Європі та в усьому світі. Серед їхніх хітів такі пісні, як «Maximum Overdrive», «No Limit», «Tribal Dance», «The Real Thing», «Twilight Zone» і «Wordaholic».

### After 2 Unlimited (1996—2009)
Після того як 2 Unlimited розпалися в 1996 році, Слайнгаард звернув увагу на власну звукозаписну компанію X-Ray Records/Rayvano Productions, названу на честь його сина. Він також випустив сингл у 1997 році під назвою «3 X a Day».
У 1999 році Слайнгаард об'єднався з реперами Marvin D, Strezz і Orphea (Keshaw), щоб створити нову реп-групу під назвою VIP Allstars. Певного успіху вони досягли влітку 1999 року з треками «When It's My Turn» і «Mamacita». Музику створили Сиріл Махаб'єр і Хурріган Боуман; однак ці двоє не отримали кредитів за свою продюсерську роботу.
У 2003 році Слайнгаард працював над абсолютно новим проєктом під назвою Legends. Він об'єднався з Германом Раребеллом з німецької рок-групи Scorpions, щоб випустити сингл під назвою «Eye of the Tiger». У 2007 році він здійснив тур по Південній Америці. Крім хітів 2 Unlimited, він також заспівав кілька невиданих треків, таких як «Arabesque», «Round And Round» і «Dance with Me».

### 2 Unlimited повернення (2009–теперішній час)

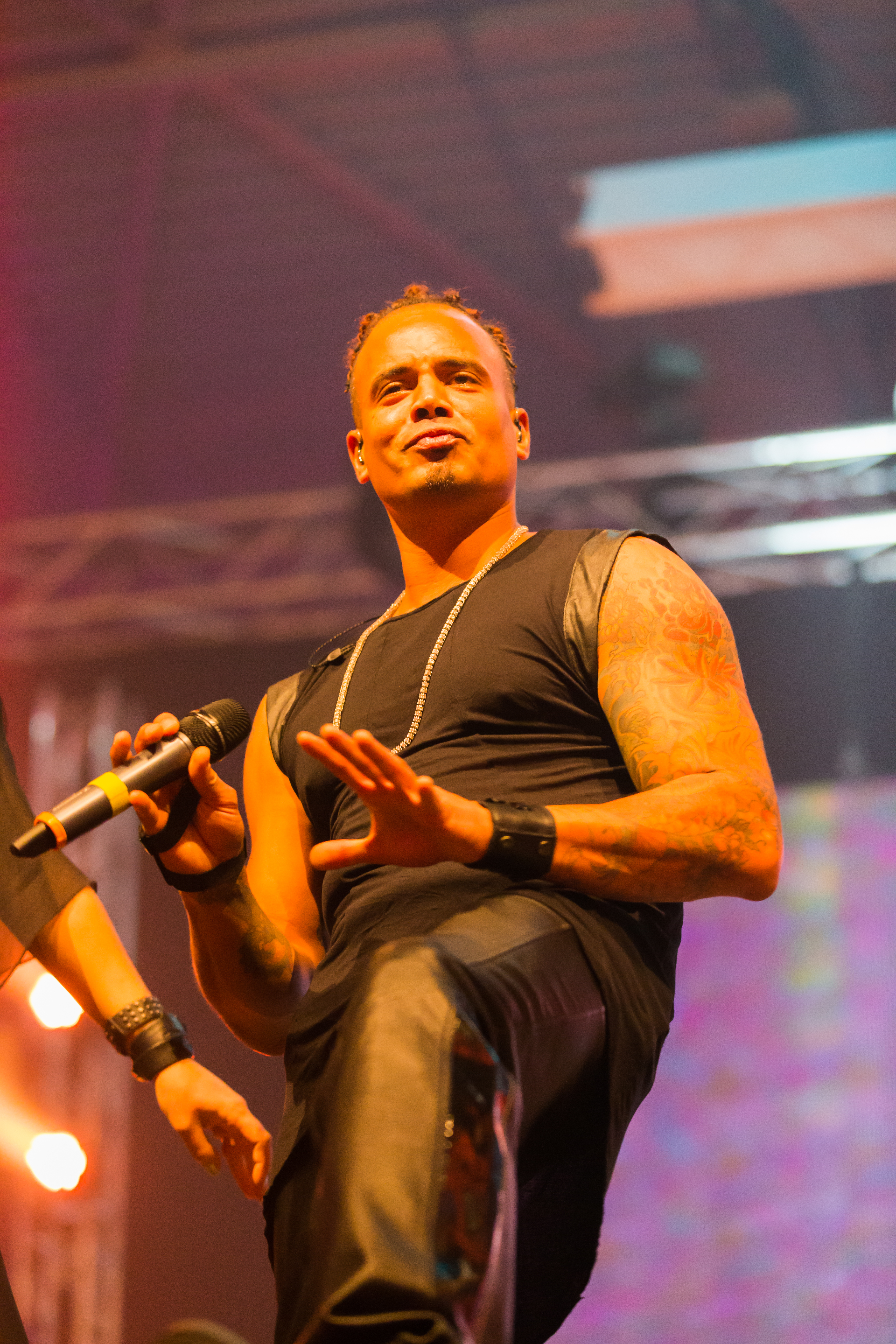
Slijngaard у 2014 році

Слайнгаард і його колишня колега по 2 Unlimited Аніта Дот возз'єдналися 11 квітня 2009 року, щоб вперше за 13 років виступити разом на концерті «I love the 90s» в Гасселті, Бельгія. Подальші концерти відбулися 30 квітня на концерті Radio 538 Queen's Day на Museumplein в Амстердамі, а також як підтримка для Milk Inc. у Sportpaleis в Антверпені 25 вересня.
Виступаючи під іменем Ray &amp; Anita, 29 грудня було підтверджено, що дует випустить новий спільний сингл у 2010 році під назвою «In Da Name of Love». Вважається, що Жан-Поль ДеКостер відмовив їм у дозволі на використання імені 2 Unlimited, оскільки він все ще володіє правами на бренд.
11 липня 2012 року було оголошено, що Слайнгаард і Дот знову працюватимуть з Де Костером під назвою 2 Unlimited.

## Особисте життя
Раймонд Лотар Слайнгаард народився в Амстердамі в родині суринамського батька Лотара Слайнгаарда та голландки матері Інгрід. На початку своєї кар'єри він був шеф-кухарем, але мріяв стати реп-зіркою, і тоді Снуп Догг був його фаворитом.

## Дискографія
- Get Ready! (1992)
- No Limits (1993)
- Real Things (1994)